# ستيفن غالواي
ستيفن غالواي (بالإنجليزية: Steven Galloway)‏ (13 يوليو 1975، فانكوفر في كندا)؛ روائي كندي.